# Preußische Historische Kommission
Die Preußische Historische Kommission (PHK) ist eine 1977 in Berlin gegründete Historische Kommission. Sie ist Mitglied der Arbeitsgemeinschaft historischer Forschungseinrichtungen in der Bundesrepublik Deutschland und pflegt Kontakte zur Stiftung Preußischer Kulturbesitz und zum Geheimen Staatsarchiv Preußischer Kulturbesitz. Die Aufgabe der Kommission besteht in der Erforschung Preußens ab dem 12. Jahrhundert. Derzeit gehören dem Verein über 40 Mitglieder an, die jährlich eine Mitgliederversammlung ausrichten u. a. Jürgen Angelow, Ludwig Biewer, Christopher Clark, Enno Eimers, Ewald Frie, Winfrid Halder, Wilhelm Kohl, Jürgen Kloosterhuis, Andreas Kossert, Hans-Christof Kraus, Bernhard R. Kroener, Sönke Neitzel, Klaus Neitmann, Ingo Sommer und Andreas Thier.
Seit 1991 wird die historische Fachzeitschrift Forschungen zur Brandenburgischen und Preußischen Geschichte (FBPG) und die Schriftenreihe Quellen und Forschungen zur Brandenburgischen und Preußischen Geschichte (Begründet von Johannes Kunisch, herausgegeben im Auftrag der Preußischen Historischen Kommission, Berlin von Frank-Lothar Kroll und Hans-Christof Kraus (2024)) im Verlag Duncker & Humblot herausgegeben. Darüber hinaus erscheinen seit 1992 bei Duncker & Humblot die Beihefte zu FBPG, welche die Ergebnisse der Jahrestagungen abbilden sollen, sowie im Zeitraum von 1979 bis 1988 im Böhlau Verlag eine neunbändige Reihe Neue Forschungen zur Brandenburg-Preußischen Geschichte. 

## Vorsitzende
- Oswald Hauser (1977–1987)
- Johannes Kunisch (1988–2005)
- Frank-Lothar Kroll (seit 2006)